# Гетеронормативність
Гетеронормати́вність (англ. Heteronormativity) — світогляд, при якому гетеросексуальність розуміється як соціальна норма сексуальної поведінки людини. При такому розумінні розглядається винятково бінарний поділ людства на дві статі, при якому біологічна стать повністю збігається з соціальною статтю, гендерною ідентичністю і гендерною роллю людини.
Гетеронормативність передбачає бінарну опозицію чоловічого і жіночого, у зв'язку з чим тільки в рамках гетеронормативності є сенс говорити про «протилежний гендер» чи стать.

## Гетеронормативна матриця
Гетеронормативність є гетеросексуальним розвитком людини. Від людини очікується саме гетеросексуальна поведінка. Гетеросексуальність, згідно з матрицею гетеронормативності, вважається єдиним стандартом здорової людської сексуальності. Ці стандарти приймаються за замовчуванням, навіть якщо мова йде про незнайомі культури.
| Біологічна стать | Статеві ознаки | Гендерна ідентичність | Гендерна роль | Сексуальний потяг                                   | Батьківство |
| ---------------- | -------------- | --------------------- | ------------- | --------------------------------------------------- | ----------- |
| Жінка            | жіночі         | жіноча                | фемінінність  | пасивна сексуальна позиція, спрямована на чоловіків | Мати        |
| Чоловік          | чоловічі       | чоловіча              | маскулінність | активна сексуальна позиція, спрямована на жінок     | Батько      |

1. ↑  Трансгендерність й гетеронормативність, 2012, с. 24.
2. ↑  Трансгендерність й гетеронормативність, 2012, с. 14.

## Стигматизація й асиміляція
Слід зазначити, що, хоча в окремих випадках і допускається існування таких варіацій, як інтерсексуальність, гомосексуальність, бісексуальність, пансексуальність, асексуальність, трансгендерність і поліаморія, в рамках мейнстримних соціальних норм очікується відповідність людей поведінки гетеросексуальним уявленням суспільства, асиміляція в ньому. Суспільством нав'язується прийняття «стандартних» моделей гетеронормативної поведінки. До тих пір, поки поведінка в соціумі відповідає правилам гетеронормативності суспільства, воно закриває очі на невиконання цих правил в особистому житті окремо взятої людини. У разі ж порушення кордонів суспільство вдається до різних заходів тієї чи іншої строгості. Захисним механізмом гетеронормативності є гетеросексизм.
У гетеронормативному суспільстві виробляються спроби асиміляції інтерсексуальних, гомосексуальних і трансгендерних людей.

### Інтерсексність
Людей з інтерсексними ознаками (тобто з ознаками обох статей) з народження примушують до вибору одної певної статі. У більшості випадків відразу після народження хірургічним шляхом проводиться корекція, яка призводить тіло у відповідність з обраною статтю. Далі людина з народження виховується відповідно до цієї статі. Якщо все-таки інтерсексуальність не зникає відразу після народження або в ранньому дитинстві, то, вирісши, людина повинна вибрати одну зі статей. Зберегти обидві статі не можливо, виходячи з чисто організаційних моментів (необхідність вказувати стать в документах, відвідування туалету тощо).

### Гомосексуальніть
Відхилення гомосексуальнних людей від «стандартної» гетеронормативної моделі призводить до того, що геїв часто не вважають за «справжніх» чоловіків, приписуючи їм надмірну фемінність. З іншого боку, лесбійкам приписують надмірну маскулінність. Іншим поширеним стереотипом, породженим гетеронормативним суспільством, є виділення в гомосексуальних парах (як чоловічих, так і жіночих) партнерів чи партнерок «активних» (= чоловіків) і «пасивних» (= жінок). У деяких випадках це доходить до того, що «пасивним» геям і «активним» лесбійкам рекомендують проводити операцію з корекції статі, щоб вони зі своїми партнерами/партнерками могли утворити «стандартну» гетеронормативну пару. У деяких країнах (наприклад, в Ірані) корекція статі залишається і донині єдиним способом для гея уникнути суворого кримінального покарання за «мужолозтво».

### Трансгендерність
Трансгендерність патологізується в гетеронормативному суспільстві. Один зі способів адаптації трансгендерних людей до гетеронормативного суспільства — транссексуальність. Якщо такий метод прийнятний для суспільства, трансгендерним людям дозволяється змінити стать на протилежну, щоб відповідати «стандартній» гетеронормативній моделі.